# Den romanska kyrkan i Bravães

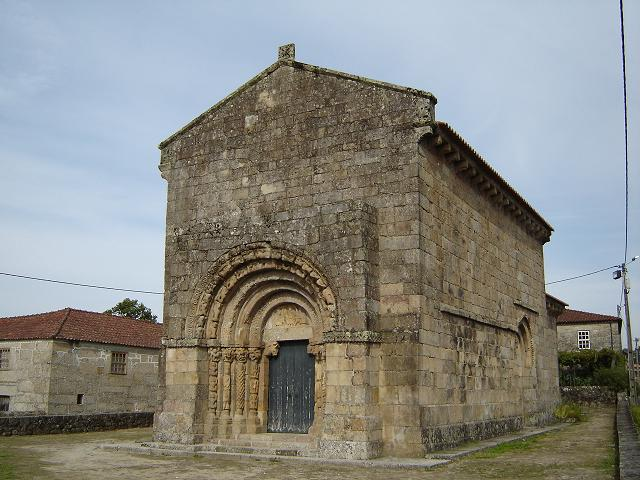
Kyrkan i Bravães

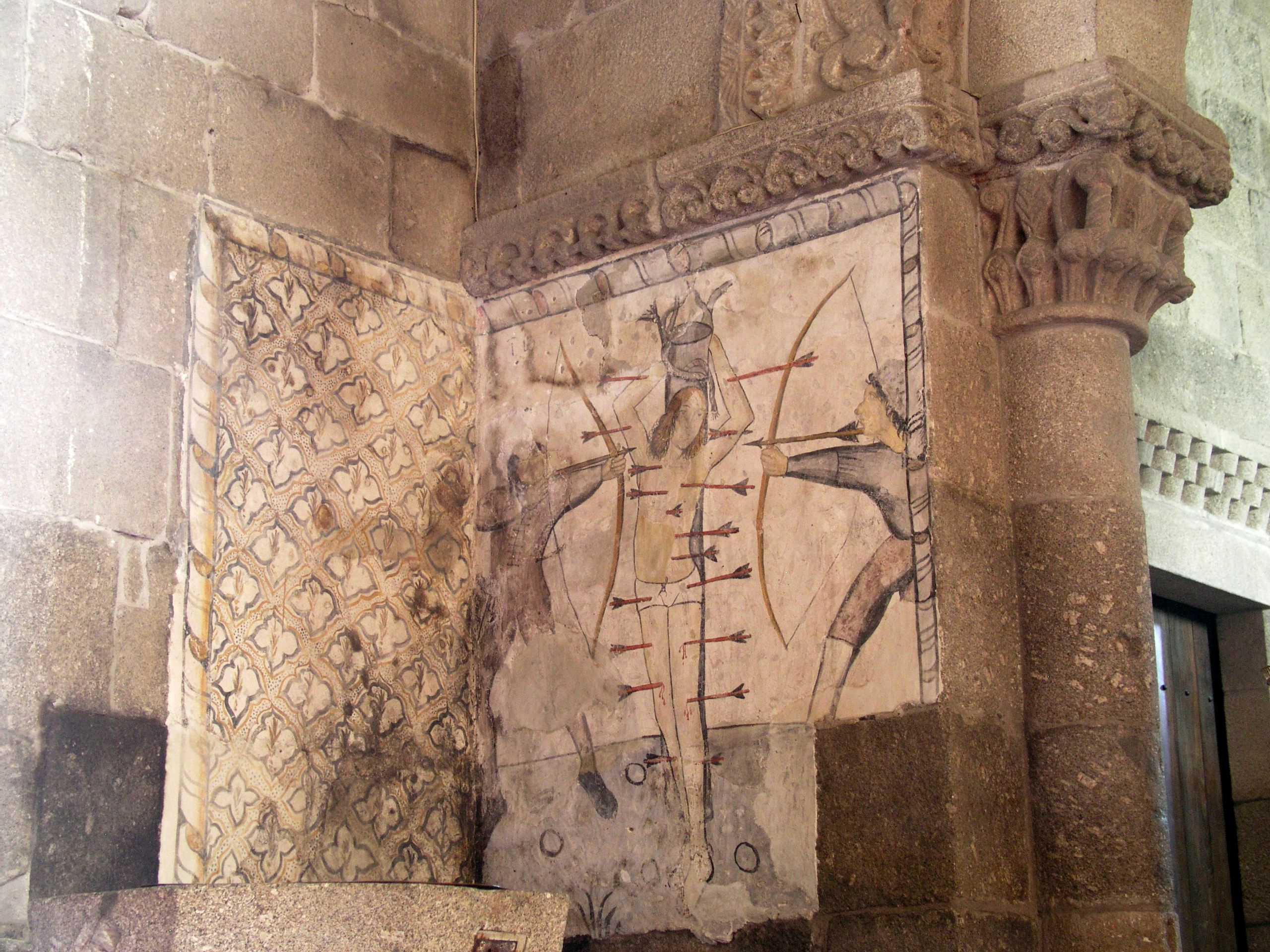
1500-talsmålning

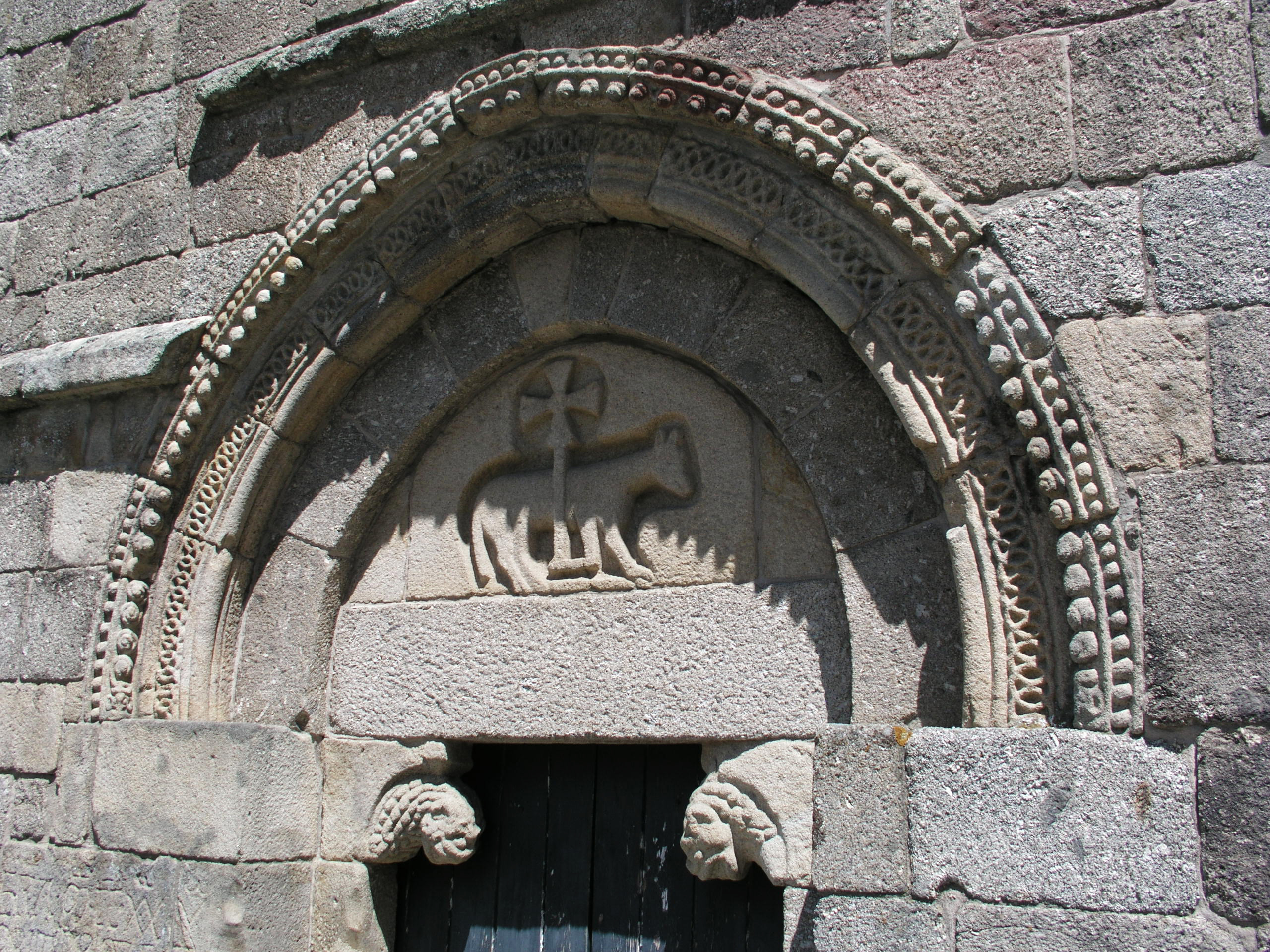
Sidoportalen med lammet

Den romanska kyrkan i Bravães (Igreja de Bravães) är en av de mest anmärkningsvärda byggnaderna i samhället Bravães i distriktet Ponte da Barca i Portugal. Den är klassad som nationellt kulturarv (patrimonio) i Portugal.
Kyrkan är daterad till 1200-talet även om byggnaden innehåller inslag som är ännu äldre. Kyrkan består av ett enskeppigt långhus och en kordel som avskiljs av en vackert skulpterad triumfbåge.
Väggarna pryds av olika fresker från 1500-talet.
Kyrkans portal är vänd mot väster och består av fem bågar med skulpterade figurer och geometriska former. Bland figurerna märks Jesus omgiven av två änglar. De stödjande kolonnerna är skulpterade från basen till toppen.
På de båda sidoportalerna märks ett stiliserat Livets träd mellan två djur på den ena och ett lamm på den andra portalen.
Kyrkan var klosterkyrka till ett tidigare Augustinerkloster